# Синдром на активираните мастни клетки
Синдромът на активираните мастоцитни клетки (MCAS) е част от разстройствата на активираните мастоцитни клетки (MCAD), и е имунологично състояние, при което мастоцитните клетки неправилно и в големи количества освобождават химични медиатори, което води до редица хронични симптоми, понякога включващи анафилактичен шок или анафилактичноподобни атаки. Основните симптоми включват сърдечно-съдови, кожни, стомашно-чревни, неврологични и респираторни проблеми.
За разлика от мастоцитоза, друг вид MCAD, където пациентите имат ненормално увеличен брой на мастоцитните клетки, пациентите с MCAS имат нормалното количество на мастни клетки, но които обаче не функционират правилно, и се определят като „хиперактивни“. MCAS все още е не добре изучено състояние и е много подходяща тема за научни изследвания.
MCAS – се среща често при пациенти със синдром на Елерс–Данлос (EDS) и синдром на ортостатична тахикардия (POTS). Той се съдържа и в подгрупи пациенти с общ непостоянен дефицит в имунитета (CVID) и Лаймска болест.

## Симптоми
MCAS е състояние, което засяга много системи, като това се изразява предимно като възпаление. Симптомите обикновено растат и намаляват с течение на времето и са различни по тежест и продължителност при различните пациенти и етапи. Много от признаците и симптомите са същите като при мастоцитоза, защото и двете състояния водят до твърде много медиатори освободени от мастоцитните клетки. Има много сходни характеристики и с повтарящата се идиопатична анафилаксия, въпреки че има отличителни черти, в частност уртикария и оток на Квинке.
Общите симптоми включват:
Дерматологично
- стоук
- уртикария
- лесно натъртване
- или червеникав или блед цвят на лицето
- сърбеж
- усещане за парене на
- дермографизъм

Сърдечно-съдови
- замаяност, виене на свят, синкоп, отпадналост, аритмия, тахикардия

Стомашно-чревен тракт
- диария и/или запек, колики, нарушения в дискомфорт
- гадене, повръщане
- трудности при преглъщане, стягане в гърлото

Психологични и неврологични
- мозъчна мъгла, краткосрочната дисфункция на паметта, трудности в припомняне на думи
- главоболие, мигрена
- коморбидни психични и поведенчески симптоми в резултат на медиаторите на мастоцитните клетки и на невротрансмитери в мозъка (т.е.: тревожност, депресия, промени в настроението и т.н.)

Органи на дишането
- задух, кашлица, хрипове
- Неалергичен ринит с назален синдром (NARES) [9]
- Обструктивна Сънна Апнея

Зрение/Очи
- очен дискомфорт, конюнктивит
- зачервяване

Общи
- обща умора и отпадналост
- хранителни, лекарствени и химични алергии или непоносимост (особено към миризми и шум)
- Нетърпимост към топлина или студ без значение на температурите на въздуха

На опорно-двигателния апарат
- остеопороза и остеопения (включително и по-младите пациенти)

- Анафилаксия, ако твърде много посредници са разделени на пациента система, те също могат да изпитват анафилаксия, който е на първо място включва: затруднено дишане, сърбеж, уртикария, зачервяване или бледност на кожата, усещане за топлина, слабост и ускорен пулс, гадене, повръщане, диария, виене на свят и загуба на съзнание.

## Дразнители
Симптомите могат да бъдат причинени или влошени от дразнители, които се много разнородни и са специфични за пациента. Общите дразнители включват:
- някои храни и напитки, особено алкохол, храни с високи нива на хистамин, храни освобождаващи хистамин (като сулфити)
- екстремни температури
- аромати, включително парфюми или цигарен дим
- тренировка или физическо натоварване
- емоционален стрес
- хормонални промени, особено в юношеска възраст, по време на бременност и менструален цикъл при жените

## Причини
Няма известни причините, но се появява наследствена връзка при някои пациенти. Симптомите на MCAS са причинени от прекомерното производство на химични медиатори, неправилно освободени от мастоцитните клетки. Медиаторите са левкотриени и хистамин. Състоянието може да бъде в лека форма, докато се влоши от стресови събития, или може да развие симптоматиката бавно във времето и да се влошава.

## Диагноза
MCAS често е трудно да диагностицира поради разнородността на симптоматиката и „липса на категорични и остри проявления“. Състояние може да бъде трудно за диагностициране, още повече, че много от множеството симптоми може да се считат за „несигурни“. Пациентите често имат много и различни професии, поради мултисистемния характер на заболяването и не се диагностицира, докато не се стигне до холистично представяне от диагностик. Липсата на информираност (и дори откровен отказ за вярване в съществуването му от лекарите) за MCAS при много от медицинските специалисти е пречка за правилната диагноза. Синдромът на активираните мастоцитните клетки има код ICD 10 (D89.40, както и подтипни кодове D89.41 – 43 и D89.49) през месец октомври 2016 г.
Въпреки че са публикувани различни диагностични критерии, често използваните стратегии за диагностика на пациентите са три, както следва:
1. Симптомите на хронично/остро отделяне от мастоцитните клетки: 
 Периодични болки в корема, диария, зачервяване на лицето, сърбеж, запушване на носа, кашлица, стягане в гърдите, недостиг на въздух, виене на свят (обикновено комбинация от някои от тези симптоми е налице);
2. Лабораторни признаци на мастоцитните клетки на невротрансмитери (повишена серумна триптаза, N-метил хистамин, простагландин D2 или 11-бета – простагландин Ф2 Алфа, левкотриена E4 и др);
3. Подобрение на симптомите при употреба на лекарства, които блокират или ограничават повишените нива на медиаторите.

Световната здравна организация не публикува диагностични критерии.

## Лечение
- Стабилизатори на мастоцитните клетки[11], включително и кромолин-натрий и природни стабилизатори, такива като кверцетин[12][13]
- N1-антихистамини, като цетиризин или кетотифен
- H2-антихистамини, като ранитидин или фамотидин
- Antileukotrienes, като монтелукаст или zileuton, както и на натурални продукти (например, куркумин или жълт кантарион екстракт)
- Нестероидни противовъзпалителни лекарства, включително аспирин може да бъде много полезно за намаляване на възпалението при някои пациенти, докато други могат да имат опасни реакции

Пълнители, свързващи вещества и бои в много лекарства са чест виновник за появата на реакции, въпреки че не са задължителен активиращ агент, така че алтернативните форми и смесването на медикаментите трябва да бъдат взети предвид.
Промени в начина на живот могат също да бъдат необходими. Избягването на дразнителите е важен етап. Трябва да се подчертае, че MCAS пациентите могат да реагират на всяка нова експозиция, включително на храни, напитки, лекарства, микроби и дим при вдишване, поглъщане или контакт.
Ниска хистаминова диета и други елиминиращи диети могат да бъдат полезни за идентифициране на продукти, които предизвикват или влошават симптомите. Много MCAS пациенти вече имат високи нива на хистамин, така че консумацията на храни с високо съдържание на хистамин или такива, които го освобождават и предизвикват може да влоши много от симптомите, като например разширяване на кръвоносните съдове, което причинява световъртеж и сърцебиене.

## Прогноза
Няма лекарства, действащи върху MCAS. При повечето пациенти симптомите се появяват и утихват, но при много от тях може да се наблюдава влошаване с течение на времето. Продължителността на живота на хората с MCAS изглежда е нормална, но качеството на живот може да варира от умерен дискомфорт до силно влошаване. Някои пациенти са засегнати дотолкова, че да бъдат инвалидизирани и неспособни да работят.

## Епидемиология
MCAS е сравнително нова диагноза, която до 2007 г. не е имала собствено име, и се счита, че е била непозната и недиагностицирана (Африн го описва като „вероятно доста често“ и „все по-очевидно разпространение“).

## История
Предложено в литературата в продължение на десетилетия; въпреки това диагностични критерии са били предложени едва през 2010 година. Състояние за първи път е предположено от фармаколога Джон Оутс и Джак Робъртс от Университета Вандербилт в 1991 г., и след изграждане на доказателства, представени в документите sonneck и др. и Сродно и др., най-накрая му се дава име през 2007 година.